# لغة الإشارة اليمنية
لغة الأشارة اليمنية هي لغة إشارة يمنية. تنتمي إلى أسرة لغة الإشارة العربية.

## قاموس
بدأ العمل على مشروع «قاموس لغة الأشارة اليمني الموحد» الخاص بالصم في اليمن في العام 2004 م وذلك بمشاركة الصم من مختلف محافظات اليمن وقد تم توثيق الاشارات اليمنية باشراف بيت الخبرة العربي في هذا المجال مؤسسة الاراضي المقدسة للصم بالاردن ومول ورش العمل والطباعة والتصميم الصندوق الاجتماعي للتنمية وتمت عمليات التحرير والتصميم للقاموس باشراف الخبير اليمني في لغة الاشارة الاشارة  عبده محمد زايد وتمت طباعة وتوزيع 5000 الاف نسخة من القاموس بدءا من العام 2006 واستمر التوزيع حتى 
أغسطس 2009.